# Mã Á Thư
Mã Á Thư (sinh ngày 24 tháng 3 năm 1977) là nữ diễn viên Trung Quốc quê gốc ở Vân Nam, Côn Minh, từng tốt nghiệp Học viện Hý Kịch Trung ương Trung Quốc.

## Đời tư
Ngày 13 tháng 12 năm 2006, Mã Á Thư và nam diễn viên Đài Loan Ngô Kỳ Long đăng ký kết hôn. Năm 2008, Ngô Kỳ Long tham gia phim truyền hình Bìm bìm nở hoa (牵牛花開的日子), đã tiết lộ trong cuộc phỏng vấn tại Đại Loan: "Hai năm kết hôn, ở với nhau chưa đến 5 lần", đồng thời cũng xuất hiện tin đồn tình cảm với bạn diễn Dương Cẩn Hoa (楊謹華).
Tháng 5 năm 2009, theo truyền thông, hai vợ chồng Ngô Kỳ Long và Mã Á Thư vì nhiều nguyên do đã quyết định chia tay, nhưng sau đó đại diện của hai bên đều phủ nhận sự việc. Ngày 8 tháng 7, giới truyền thông đưa tin Mã Á Thư đồng ý ký đơn ly dị sau khi Ngô Kỳ Long để cô đứng tên 6 căn nhà và chu cấp 4000$ Mỹ tương đương khoảng 2 triệu Đài tệ. Đối với tin đồn này, đại diện của cả hai đều phủ nhận.
Ngày 3 tháng 8 năm 2009, giới săn tin đưa bằng chứng Mã Nhã Thư bí mật gặp gỡ một người đàn ông ngoại quốc, sau đó cô chấp nhận cuộc phỏng vấn qua điện thoại của truyền thông, hào phóng tiết lộ rằng cặp đôi đang tìm hiểu nhau, việc này không ảnh hưởng tới Ngô Kỳ Long. Ngày 4 tháng 8, Mã Á Thư chính thức xác nhận hẹn hò bạn trai mới là James Robert Hayes, người Úc nhưng chỉ bắt đầu sau khi đã thỏa thuận ly hôn với Ngô Kỳ Long. Đồng thời cũng nhấn mạnh không thích việc truyền thông đưa tin cô nhận được chu cấp 100 triệu Đài tệ. Phía đoàn làm phim của Mã Á Thư và bạn bè thân thiết của Ngô Kỳ Long khẳng định cặp đôi ly hôn do Mã Nhã Thư nhiều lần ngoại tình dẫn đến Ngô Kỳ Long không thể chấp nhận nên phải ly hôn.
Mã Á Thư và bạn trai ngoại quốc còn bị giới săn tin Bắc Kinh và các phương tiện truyền thông theo dõi đã sống chung với nhau một năm rưỡi.
Ngày 22 tháng 10 năm 2009, Ngô Kỳ Long ra thông cáo chính thức xác nhận đã ký đơn ly dị với Mã Nhã Thư vào ngày 11 tháng 8 trước đó.
Ngày 16 tháng 4 năm 2010, cô tái hôn với James Robert Hayes tại quê nhà Vân Nam. Ngày 27 tháng 6, hai người tổ chức hôn lễ tại khách sạn Green Lake Hotel (翠湖宾馆), Côn Minh.
Tháng 11 năm 2013, Ngô Kỳ Long xác nhận không có chu cấp cho Mã Á Thư, tiết lộ rằng cô không phải là người phụ nữ tồi, cô cũng không hề nhận được lợi ích nào.

## Danh sách phim

### Phim điện ảnh
| Năm  | Tựa đề          | Vai        | Ghi chú |
| 1991 | Gà con Bắc Kinh | Kinh Tinh  |         |
| 2012 | Bộ bộ sát cơ    | La San San |         |